# 香川県立高松支援学校
香川県立高松支援学校（かがわけんりつ たかまつしえんがっこう）は、香川県高松市田村町にある公立特別支援学校。肢体不自由児を教育対象とする。

## 沿革
- 1961年（昭和36年） - 開校
- 1979年（昭和54年） - 知的障害児部門を香川県立香川中部養護学校として分離。
- 2023年（令和5年）4月1日 - 香川県立高松支援学校に校名変更[1]。香川県立小豆島みんなの支援学校の開校により、小豆分室が廃止。

## 校訓
- のばそう　からだ
- みがこう　心
- めざそう　自立

## 学部
- 小学部
- 中学部
- 高等部
  - 普通科
  - 工業科
- 寄宿舎